# Psychoda lobata
Psychoda lobata és una espècie d'insecte dípter pertanyent a la família dels psicòdids que es troba a Europa: Lituània, la Gran Bretanya, Irlanda, França, Alemanya, Itàlia, Eslovènia, Hongria, Noruega i Bulgària.